# 雲維熹
雲維熹，前全國政協委員雲大棉長子。英美洋行有限公司董事、香港汽車會永遠榮譽會長、前東華三院總理、內蒙古自治區政協委員、香港汽車會永遠榮譽會長。為元太祖成吉思汗後代，家族背景顯赫，1990年代後期，曾以36歲最年輕歲數擔任廣東省政協委員並長達15年。